# عبد الرحمن أو علي فرح
عبد الرحمن أو علي فرح (بالصومالية: Abdiraxman Aw Cali Farax)‏، سياسي صومالي والنائب الثالث لرئيس أرض الصومال من مايو 1995 إلى فبراير 1997.
كان قياديًا في الحركة الوطنية الصومالية، ينحدر من ثاني أكبر عشيرة في حدود أرض الصومال، وكان معروفًا في التفاوض على وقف لإطلاق النار.